# Hit the Lights (demo)
Hit the Lights – pierwsze demo amerykańskiego zespołu heavymetalowego Metallica. Nagrane zostało w dwóch wersjach; pierwsza pod koniec 1981 roku, druga w marcu 1982 r.

## Lista utworów
1. „Hit the Lights” (James Hetfield, Lars Ulrich) - 4:19

- W nawiasie wymienieni są kompozytorzy utworu.

## Twórcy
- James Hetfield – śpiew, gitara rytmiczna (tylko w pierwszej wersji)
- Lars Ulrich – perkusja
- Ron McGovney – gitara basowa
- Lloyd Grant – gitara prowadząca (tylko solówka gitarowa w pierwszej wersji)
- Dave Mustaine – gitara prowadząca